# Socorro González de Madrid
Socorro González de Madrid (Valladolid, 4 de noviembre de 1904-23 de noviembre de 1989) fue una archivera y arqueóloga española y directora del Museo de Valladolid entre 1959 y 1974.

## Trayectoria
En 1904 se licenció en Filosofía y Letras en la Universidad de Valladolid. En 1930 ingresó en el Cuerpo Facultativo de Archiveros, Bibliotecarios y Arqueólogos de España.
Durante su trabajo de directora del Museo de Valladolid lideró el cambio de sede que, al desvincularse de la Universidad de Valladolid, pasó de estar en el Palacio de Santa Cruz a su actual sede en el Palacio de Fabio Nelli, inaugurado en 1968.
González de Madrid organizó varios ciclos de conferencias y otras actividades de difusión. Entre 1974 y 1983 inició la serie de publicaciones "Monografías del Museo Arqueológico de Valladolid" donde se dieron a conocer algunos de los fondos arqueológicos del museo. Para esto último contó con la colaboración de destacados investigadores de la universidad vallisoletana.
Para la renovación del Museo de Valladolid contó con la colaboración de Federico Wattenberg, profesor en la Universidad de Valladolid y director del Museo Nacional de Escultura. 
Estuvo casada con el archivero Filemón Arribas Sanz y su hija es María Soledad Arribas González que también es archivera y directora del Archivo de la Real Cancillería de Valladolid. 

## Publicaciones
- González de Madrid, S. y Wattenberg, F. 1960. Museo Arqueológico Provincial. Valladolid: Universidad de Valladolid. [3]
- González de Madrid, S. y Arribas Arranz, F. 1961. Noticias y Documentos para la Historia del Arte en España durante el siglo XVIII. Valladolid: Universidad de Valladolid.

## Reconocimientos
En 2020, fue incluida dentro del proyecto “Mujeres Investigadoras en los Archivos Estatales (1900-1970)” para la descripción archivística y creación de un micrositio específico en el Portal de Archivos Españoles (PARES), desarrollado entre 2020-2023. Este proyecto ha sido impulsado por la Subdirección General de Archivos Estatales, con el objetivo visibilizar la labor de investigación realizada en España por las mujeres en el intervalo 1900-1970 partiendo de los registros documentales que se conservan en los Archivos de Gestión de los AAEE del Ministerio de Cultura (el Archivo Histórico Nacional, el Archivo de la Corona de Aragón, el Archivo General de Simancas, el Archivo General de Indias, el Archivo de la Real Chancillería de Valladolid, el Archivo General de la Administración y el Centro de Información Documental de Archivos).